# Datorspelsåret 1992

## Trender
I Sverige minskar enligt branschkännarna intresset för arkadspel, då spel till hemkonsolerna blivit alltmer avancerade, och ute på kaféer och barer är det i stället flipperspel som gäller.

## Händelser

### April
- April - Den svenskspråkiga TV-spelstidskriften Nintendomagasinet omorganiserades så att den från detta nummer innehåller endast en serie per nummer, och mer spelinformation.[2]

### Juni
- 4 juni - Nintendo lanserar spelkonsolen SNES i Sverige.

### Oktober
- 15 oktober
  - Segas Mega-CD lanseras i Nordamerika under namnet Sega CD.
  - Sega släpper det kontroversiella spelet Night Trap till Mega-CD.

### November
- November - Första numret av brittiska Nintendotidningen Super Play ges ut.[3]
- 19 november - Sverige devalverar sin valuta, vilket leder till att japanska varor blir 30 % dyrare. TV-spelsmarknaden i Sverige drabbas när priserna skjuter i höjden, och försäljningen avtar.[4]

### December
- 12 december - Laurent Kollberg vinner Nintendo-SM i Blå hallen i Stockholm.[5]
- 24 december - TV-spelet är "årets julklapp" i Sverige.[6]

## Spelsläpp

### Januari–mars
| Månad           | Dag | Titel | Plattform(ar) | Källa |
| J A N U A R I   |     |       |               |       |
| F E B R U A R I |     |       |               |       |
| M A R S         |     |       |               |       |

### April–juni
| Månad     | Dag | Titel             | Plattform(ar) | Källa |
| A P R I L | 11  | Super Mario World | SNES          |       |
| M A J     |     |                   |               |       |
| J U N I   | 26  | Little Samson     | NES           | [ 7 ] |

### Juli–september
| Månad             | Dag | Titel                                            | Plattform(ar) | Källa  |
| J U L I           | 1   | Super Mario World                                | SNES          |        |
| J U L I           | 14  | Mario Paint                                      | SNES          | [ 8 ]  |
| J U L I           | 24  | Teenage Mutant Ninja Turtles IV: Turtles in Time | SNES          | [ 9 ]  |
| A U G U S T I     | 27  | Super Mario Kart                                 | SNES          | [ 10 ] |
| S E P T E M B E R | 1   | Super Mario Kart                                 | SNES          | [ 10 ] |

### Oktober–december
| Månad           | Dag | Titel                                              | Plattform(ar) | Källa                       |
| O K T O B E R   | 21  | Super Mario Land 2: 6 Golden Coins                 | GB            | [ 11 ]                      |
| O K T O B E R   | 30  | Shin Megami Tensei                                 | SNES          | [ 12 ]                      |
| N O V E M B E R |     | Wing Commander                                     | Amiga         | [ 13 ] [ 14 ] [ 15 ] [ 16 ] |
| N O V E M B E R | 2   | Super Mario Land 2: 6 Golden Coins                 | GB            |                             |
| N O V E M B E R | 21  | Sonic the Hedgehog 2                               | MD            | [ 17 ]                      |
| D E C E M B E R | 22  | Teenage Mutant Ninja Turtles: The Hyperstone Heist | MD            | [ 18 ]                      |

### Okänt datum
- Mortal Kombat - arkad
- NHLPA Hockey '93 - Sega Mega Drive, Super Nintendo Entertainment System
- Mario is Missing! - MS-DOS, Super Nintendo Entertainment System
- X-Zone - Super Nintendo Entertainment System
- Wolfenstein 3D - MS-DOS